# Myx Music Awards
Myx Music Awards, conocidos actualmente como Myx Awards, son unos premios filipinos presentados por el canal Myx para galardonar a los creadores más destacados en Filipinas. La ceremonia de entrega se realiza anualmente, comúnmente en marzo, y la transmisión se realiza a través de Myx. Los espectadores de Myx en Filipinas deciden los ganadores en 17 categorías mediante mensajes de texto SMS. 
Sarah Geronimo ha recibido la mayor cantidad de premios en la historia de la ceremonia.

## Ceremonias
| Año  | Fecha         | Ciudad                                                             | Sede                                                               | Presentador(es) |
| ---- | ------------- | ------------------------------------------------------------------ | ------------------------------------------------------------------ | --------------- |
| 2006 | 6 de junio    | Makati                                                             | OnStage Theatre, Greenbelt                                         |                 |
| 2007 | 15 de marzo   | Quezon City                                                        | AFP Theater                                                        |                 |
| 2008 | 26 de marzo   | Pásig                                                              | Meralco Theater                                                    |                 |
| 2009 | 26 de febrero | Pásig                                                              | Meralco Theater                                                    |                 |
| 2010 | 2 de marzo    | San Juan                                                           | Music Museum, Greenhills Shopping Center                           | Myx VJs         |
| 2011 | 15 de marzo   | San Juan                                                           | Music Museum, Greenhills Shopping Center                           | Myx VJs         |
| 2012 | 13 de marzo   | San Juan                                                           | Music Museum, Greenhills Shopping Center                           | Myx VJs         |
| 2013 | 20 de marzo   | San Juan                                                           | Music Museum, Greenhills Shopping Center                           | Myx VJs         |
| 2014 | 26 de marzo   | Taguig                                                             | Samsung Hall, SM Aura Premier                                      | Myx VJs         |
| 2015 | 25 de marzo   | Taguig                                                             | Samsung Hall, SM Aura Premier                                      | Myx VJs         |
| 2016 | 15 de marzo   | Quezon City                                                        | Kia Theater                                                        | Myx VJs         |
| 2017 | 16 de marzo   | Quezon City                                                        | Kia Theater                                                        | Myx VJs         |
| 2018 | 15 de mayo    | Quezon City                                                        | Coliseo Smart Araneta                                              | Myx VJs         |
| 2019 | 15 de mayo    | Quezon City                                                        | ABS-CBN Vertis Tent                                                | Myx VJs         |
| 2020 | 25 de julio   | Sin sede; realizados virtualmente debido a la pandemia de COVID-19 | Sin sede; realizados virtualmente debido a la pandemia de COVID-19 | Myx VJs         |

## Categorías
- Myx Music Award for Favorite Music Video (2006-2020)
- Myx Music Award for Favorite Song (2006-2020)
- Myx Music Award for Favorite Artist (2006-2020)
- Myx Music Award for Favorite New Artist (2006-2020)
- Myx Music Award for Favorite Rock Video (2006-2020)
- Myx Music Award for Favorite Urban Video (2006-2020)
- Myx Music Award for Favorite Mellow Video (2006-2020)
- Myx Music Award for Favorite Collaboration (2006-2020)
- Myx Music Award for Favorite International Video (2006-2020)
- Myx Music Award for Favorite MYX Celebrity VJ (2007-2020)